# گلسیر اکسپرس
گلسیر اکسپرس (انگلیسی: Glacier Express) یک خط مستقیم قطار میان شهرهای زرمات و سنت موریتز است که از آندرمت و بخش مرکزی آلپ سوئیس عبور می‌کند. این قطار بر خلاف نامش، یک قطار تندرو (اکسپرس) نیست، بلکه قطاری با صندلی‌های انفرادی است که بجز ۱۰ ایستگاه در مسیر، توقف دیگری همچون سایر قطارهای محلی میان شهرهای مبدأ و مقصد ندارد. در واقع گلسیر اکسپرس، کُندترین قطار اکسپرس جهان است و مسیر ۲۹۱ کیلومتری خود را در ۸ ساعت طی می‌کند.
گلسیر اکسپرس سفر خود را در زرمات در ارتفاع ۱٬۶۰۶ متری از سطح دریا شروع می‌کند و در مسیر خود از روی ۲۹۱ پل و از درون ۹۱ تونل (از جمله تونل ۱۵٫۴ کیلومتری در ارتفاع ۱٬۵۰۰ متری) عبور می‌کند. بیشترین ارتفاع عبوری این قطار ۲٬۰۳۳ متر و کمترین ارتفاع مسیر آن از سطح دریا ۵۸۵ متر است و در طی مسیر از راه‌آهن آلبولا، راه‌آهن رت و راه‌آهن برنینا که همگی در فهرست میراث جهانی یونسکو ثبت شده‌اند، عبور می کند.